# Montgolfier (cratère)

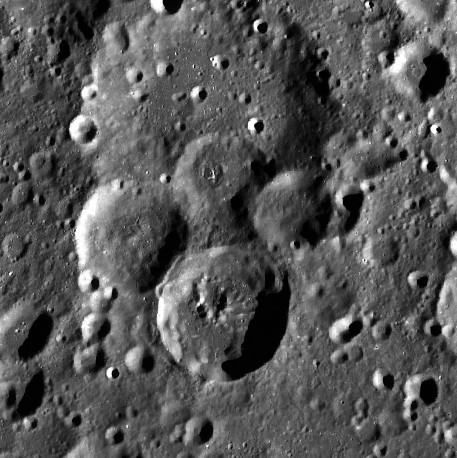
LROC. "Cat paw" crater. Woltjer is below center. Montgolfier is the large crater above center.

Montgolfier est un cratère lunaire situé sur la face cachée de la Lune. Il se trouve à l'est-nord-est du cratère Paraskevopoulos (en) et au sud-ouest du cratère Schneller (en). Le contour du cratère Montgolfier est érodé et touché par de nombreux impacts de petits cratères.
En 1970, l'Union astronomique internationale a donné le nom des aéronautes français les frères Montgolfier à ce cratère lunaire.
Par convention, les cratères satellites sont identifiés sur les cartes lunaires en plaçant la lettre sur le côté du point central du cratère qui est le plus proche de Montgolfier.
| Montgolfier | Latitude | Longitude | Diamètre |
| ----------- | -------- | --------- | -------- |
| J           | 46.4° N  | 158.2° W  | 28 km    |
| P           | 46.1° N  | 160.9° W  | 36 km    |
| W           | 49.3° N  | 164.4° W  | 37 km    |
| Y           | 50.5° N  | 161.3° W  | 40 km    |